# Província d'Alacant
|  | Per a altres significats, vegeu «Província marítima d'Alacant». |

Alacant (en castellà, Alicante; oficialment, Alicante/Alacant) és una província del País Valencià situada meridionalment al País Valencià i que limita al nord amb la província de València, al sud i oest amb la Regió de Múrcia, a l'oest amb Castella-La Manxa, i a l'est amb la mar Mediterrània. El seu govern i administració correspon a la Diputació d'Alacant i és la segona província del País Valencià més poblada.
Les ciutats amb més de 50.000 habitants són: Alacant (337.911 hab.), Elx (222.422 hab.), Torrevella (94.006 hab.), Oriola (80.468 hab.), Benidorm (72.845 hab.), Alcoi (60.700 hab.) i Elda (55.289 hab.).
- Població: 1.832.349 (2013) (5a d'Espanya)
- Extensió: 5.863 km².
- Densitat de població: 278,4 hab/km² (2003)
- Capital: Alacant
- Nombre d'escons: 11 al Congrés dels Diputats i 35 a les Corts Valencianes.

## Hidrografia
La província d'Alacant únicament compta amb un curs d'aigua significatiu, el riu Segura que té els seus últims 36 km al sud de la província, travessa Oriola i Rojals i desemboca a Guardamar del Segura a l'albufera d'Elx. El riu autòcton més important és el Vinalopó que travessa Elda i Elx. Altres cursos dignes d'assenyalar són, de nord a sud, els rius Serpis, que travessa Alcoi i desemboca a Gandia, el riu Girona, el Xaló-Gorgos que desemboca a Xàbia, l'Algar que desemboca a Altea, l'Amadorio que desemboca a La Vila Joiosa, el Montnegre que desemboca al Campello i la Rambla de les Ovelles que desemboca al sud de la capital.

## Comarques
La província inclou diverses comarques:
- El Comtat, 26.319 habitants, capital Cocentaina. És una comarca entre les serres de Mariola i Aitana, on predomina la indústria tèxtil i l'agricultura de secà.
- L'Alcoià, que es dividixen en dos subcomarques clarament diferenciades: 
  - La part pertanyent a la històrica comarca de les Valls d'Alcoi, 67.853 habitants, capital Alcoi. Destaca per l'agricultura de secà (oliveres), la indústria tèxtil i les festes de Moros i Cristians.
  - La Foia de Castalla, 39.380 habitants, capital Castalla, ciutat més poblada: Ibi. Destaca la indústria del joguet.
- La Marina Alta, 166.786 habitants, capital Dénia. És la comarca més plujosa. Les activitats econòmiques són el turisme i l'agricultura, principalment de cítrics i vinyes, i secundàriament de cirers i ametlers.[4] Subcomarques:
  - Les Valls de Pego
  - El Marquesat de Dénia
  - La Retoria
  - La subcomarca de Benissa, culturalment més afí a la Marina històrica (actual Marina Baixa).
- La Marina Baixa, 154.939 habitants, capital La Vila Joiosa. Ciutat més poblada: Benidorm. Eminentment turística destaca per les seues platges i el seu interior muntanyós. Té una subcomarca molt pintoresca: la Vall de Guadalest.[4]
- L'Alt Vinalopó, 50.870 habitants, capital Villena. Agricultura de regadiu i indústria del calçat. Importants celebracions de Moros i Cristians. Comprén una subcomarca: la Vall de Biar.[4]
- El Vinalopó Mitjà, 158.932 habitants, capital Elda. Indústria del calçat, del marbre i variades. Vins i raïm de taula en agricultura.
- El Baix Vinalopó, 255.676 habitants, capital Elx. Agricultura de regadiu al costat de la indústria del calçat i les estores i el turisme en la costa. A Elx se celebra el Misteri.[4]
- L'Alacantí, 420.561 habitants, capital Alacant. Comarca de servicis i turística, fortament urbanitzada. Se celebren les Fogueres de Sant Joan. Comprén la subcomarca de la Canal de Xixona.[4]
- El Baix Segura (també coneguda com a Vega Baixa), 291.033 habitants, capital Oriola, ciutat més poblada: Torrevella. Agricultura de regadiu (hortalisses i cítrics) i turisme en tot el territori.

## Història
Amb el Tractat d'Almizra, el 1244, s'estipulà que la zona al sud de la línia Biar-Xixona-Busot-La Vila Joiosa era de la Corona de Castella fins que, amb la Sentència Arbitral de Torrelles l'any 1304, va quedar sota administració de la Corona d'Aragó incorporada al Regne de València. Constituïa dins del regne la demarcació de "Ultra Saxonam" o "de Xexona enllà". Des del punt de vista administratiu tota aquesta zona va quedar sota la Procuració General d'Oriola, que va esdevenir 1363 en Governació General. També estaven les "batlies" sota la mateixa distribució geogràfica, però la d'Oriola va passar en 1647 a Alacant.
Aquesta divisió administrativa va perdurar quatre segles, i amb els Decrets de Nova Planta de Felip V de Borbó de l'any 1707, va constituir una de les governacions castellanes amb què es va desmantellar el conquerit Regne de València. En 1799 es crea per primera vegada la província d'Alacant, junt a cinc províncies marítimes més. Després de moltes modificacions, en 1851 es va dividir definitivament el País Valencià en províncies, seguint uns criteris homogenis en demografia i extensió territorial respecte a Espanya, i fixant uns límits diferents de les antigues procuracions, lloctinències, i governacions. En el cas de la província d'Alacant, desapareix la línia de Biar-Xixona-Busot-La Vila Joiosa, comprèn la regió de les Comarques del Sud, ampliant-s'hi pel Nord part de les Comarques Centrals (Foia de Castalla, Foia de Xixona, Serrania d'Alcoi, Marquesat de Dénia, i Valls de Pego), la qual restà repartida entre les províncies d'Alacant i de València, i per l'Est amb la comarca castellana de la Plana de Villena.

## Circumscripció electoral d'Alacant
La circumscripció electoral d'Alacant és una de les tres circumscripcions electorals del País Valencià i una de les 52 d'Espanya. Coincideix territorialment amb la província d'Alacant i es tracta del segon districte electoral més gran pel que fa al nombre de diputats elegits del País Valencià (a les eleccions a les Corts Valencianes) i la cinquena d'Espanya (a les Eleccions generals espanyoles).
En termes polítics, a principis de l'etapa democràtica els partits polítics progressistes i considerats d'esquerra i centreesquerra obtenien major representació. De fet, a les primeres eleccions democràtiques al País Valencià (les generals de 1977) l'esquerra va sumar 5 dels 9 escons en joc, mentre que a la resta d'Espanya guanyava el partit de centredreta UCD. Aquesta tendència es va mantindre tant a les eleccions geneals com a les autonòmiques i es comença a percebre el canvi a les generals de 1993 quan ambdós bàndols ideològics empataren en nombre d'escons (5 per al Partit Popular de centredreta, i 5 també per a l'esquerra i centreesquerra representada pel PSPV i EUPV). A les següents eleccions, a les autonòmiques de 1995, es constatà el canvi de tendència amb la victòria dels partits de centredreta, un nou rumb que s'ha mantés a totes i cadascuna de les eleccions convocades fins a l'actualitat, amb un clar predomini del PP que ha guanyat amb majories absolutes al seu màxim rival, el PSPV.

### Congrés dels Diputats
La circumscripció electoral ha augmentat el seu pes pel que fa al nombre de diputats a mesura que ha anat creixent la seua població. Així, al Congrés dels Diputats el districte tenia 9 escons a les eleccions de 1977, 1979 i 1982; augmentà als 10 a les de 1986, nombre que s'ha mantingut a les successives eleccions fins a les de 1996 quan passà als 11 diputats, i el 2008 es tornà a augmentar un més, fins als 12 escons que es mantenen actualment.

### Corts Valencianes
A les Corts Valencianes la circumscripció comtà a les primeres eleccions de 1983 amb 29 escons, mantenint-los a les següents eleccions de 1987. A les de 1991 ja havia augmentat fins als 30 diputats, que es repetirien a les eleccions autonòmiques de 1995, 1999 i 2003. El 2007 augmentà fins als 35 arran de l'augment del nombre de parlamentaris a les Corts acordat a la reforma de l'Estatut d'Autonomia de la Comunitat Valenciana de 2006.